# Fabien-Antoine Eestermans
Fabien-Antoine Eestermans (Meerle, 24 aprile 1858 – Lovanio, 29 gennaio 1931) è stato un vescovo cattolico belga.
Missionario cappuccino in Pakistan, è stato vescovo di Lahore.

## Biografia
Studiò nel seminario arcivescovile di Hoogstraten e nel 1878 abbracciò la vita religiosa tra i frati cappuccini: compiuto il noviziato a Edingen, fu ordinato prete nel 1883.
Fu insegnante nel seminario cappuccino di Brugge e si dedicò al ministero della predicazione e della riconciliazione.
Nel 1889 fu destinato alle missioni cappuccine in Pakistan: fu parroco della cattedrale di Lahore e nel 1905 fu eletto vescovo di quella sede.
Sotto il suo episcopato fu combattuta la prima guerra mondiale e sorsero in Pakistan movimenti nazionalisti e xenofobi che crearono numerose difficoltà al suo governo, ma riuscì comunque ad aprire numerose stazioni missionarie (Lyallpur, Sialkot, Sangl, Pusrur, Sargodha, Antoniabad, Rahimpur, Montgomery, Ferozepur, Narowal).
Il numero dei religiosi attivi in diocesi passò da 53 a 104 e il numero dei cattolici aumentò da 5.000 a 33.000. Ordinò anche 3 sacerdoti indigeni.
Ammalatosi, nel 1925 lasciò la guida della diocesi e si ritirò in patria.

## Genealogia episcopale
La genealogia episcopale è:
- Vescovo Johannes Wolfgang von Bodman
- Vescovo Marquard Rudolf von Rodt
- Vescovo Alessandro Sigismondo di Palatinato-Neuburg
- Vescovo Johann Jakob von Mayr
- Vescovo Giuseppe Ignazio Filippo d'Assia-Darmstadt
- Arcivescovo Clemente Venceslao di Sassonia
- Arcivescovo Massimiliano d'Asburgo-Lorena
- Vescovo Kaspar Max Droste zu Vischering
- Vescovo Joseph Louis Aloise von Hommer
- Vescovo Nicolas-Alexis Ondernard
- Vescovo Jean-Joseph Delplancq
- Cardinale Engelbert Sterckx
- Vescovo Jean-Joseph Faict
- Cardinale Pierre-Lambert Goossens
- Vescovo Fabien Antoine Eestermans, O.F.M.Cap.